# Гостищево
Гостищево — село в Яковлевском районе Белгородской области России, центр Гостищевского сельского поселения. Железнодорожная станция Гостищево.

## География
Село находится в срединной части Белгородской области, на правобережье (примерно в 3 км от правого берега) реки Северского Донца, в междуречье двух его правых притоков, Сажновского Донца (ниже по руслу от места его впадения в Северский Донец) и Липового Донца (в 3 км от его левого берега), в 7 км по прямой к востоку от районного центра, города Строителя, в 14,9 км по прямой к северу от северных окраин города Белгорода.
Расстояние Гостищево - Белгород по трассе составляет 31 км, а по прямой - 21 км. Расчетное время преодоления расстояния между селом Гостищево и Белгородом на машине составляет 28 минут .

## История
Первое упоминание о поселении Гостищево относится к 1626 году. Основал его, как считают историки, боярин Губарев. Позже, наряду с прямыми потомками этого войскового начальника, фамилия перешла на многих его крепостных крестьян. Название села происходит от слова «гостинец», то есть большак. Между реками Северский Донец и Донецкая Сеймица перед нашествием орд Батыя существовал волок, соединявший водным путём северскую землю с Тмутараканью, а рядом проходил очень древний «гостинец» (Бакаев шлях, на котором даже в конце XIX в. находили римские монеты времен империи) .
В книге «Подлинная переписная книга посадскихъ дворовъ въ городе Белгороде, и поместій и вотчинъ и селъ и деревень и дворовъ въ станахъ Саженскомъ, Розумнецкомъ, Коренскомъ и Корочанскомъ, переписи Афонасія Федоровича Боборыкина да подъячего Ивана Гаврилова, 1646 года» записано: «Деревня Липовая Слободка въ Саженскомъ лесу, в ней: Ларивонъ Лычевъ, Романъ Рытовъ, Кондратъ Гостищевъ, Исай Гостищевъ, Михайла Губаревъ, Прокофей Бырдинъ, Ларивонъ Бесединъ, Афонасей Лустинъ».
Во второй половине XVII века деревня Липовая Слободка была переименована в Архангельское, а к концу столетия в Гостищево (см. приложение «Сажной стан», 1678 и 1702 годы).
Данные переписи осени 1884 года: село Гостищево Сабынинской волости Белгородского уезда — 205 дворов, без земельного надела — 4 двора (5 мужчин, 9 женщин); 303 рабочих лошади и 93 жеребенка, 261 корова и 115 телят, 1105 овец, 171 свинья; 10 «промышленных заведений», кабак, 2 лавки. Грамотных: 48 мужчин и 1 женщина, 35 мальчиков посещали местную школу.
В 1890 году — «Гостищево село — ...от уездного города — 25 верст».
В начале 1900-х годов в Гостищево — 284 двора; 3 двора (7 мужчин) без земельного надела, 126 дворов (почти половина) безлошадные.
В 1930-е годы село Гостищево — центр сельсовета сначала в Белгородском, затем с 1935 года — в Сажновском районе.
6 января 1958 года Сажновский район был переименован в Гостищевский.
На 1 января 1959 года Гостищевский район занимал 571 кв. км, состоял из 9 сельсоветов, 50 сел, деревень и хуторов.
В 1979 году село Гостищево числится в Яковлевском районе.
В начале 1990-х годов село оставалось центром колхоза им. Ленина (в 1992 г. — 625 колхозников), занятого растениеводством и животноводством.
В 1997 году село Гостищево — центр Гостищевского сельского округа (4 села, поселок и хутор) в Яковлевском районе.

## Население
X ревизия (1857 года) переписала в селе Гостищево «493 души мужского пола».
Осенью 1884 года в селе переписано 1446 жителей (747 мужчин, 699 женщин).
В 1900-х годах — 2104 жителя (1088 мужчин, 1016 женщин).
В 1890 году в селе Гостищево — 638 мужчин, 620 женщин.
В 1932 году в Гостищево — 1966 жителей (и на железнодорожной станции — 13).
В 1979 году в селе Гостищево Яковлевского района проживало 2952 человека, в 1989 году — 2655 (1178 мужчин, 1477 женщин), в 1997 году — 1041 хозяйство, 2810 жителей.
| 1959 | 2002  | 2010  |
| ---- | ----- | ----- |
| 3033 | ↘2701 | ↗2731 |

## Интересные факты
- До 1839 года крестьяне села Гостищева все были четвертными, но в 1837 – 1841 годах была проведена реформа государственной деревни, инициатором и исполнителем которой явился глава Министерства государственных имуществ П.Д. Киселёв. «Киселёва реформа» предполагала устранение крестьянского малоземелья, упорядочение податей, создание сельских школ, организацию медицинской и ветеринарной помощи. Согласно этой реформе, крестьяне села Гостищева решили поделить общинную землю на души. Но два домохозяина не согласились отдать свою землю в общий передел и упорно отстаивали форму прежнего владения по четвертям[6].
- Школа в селе Гостищево была открыта в 1876 году по инициативе местного священника в крестьянской, крытой соломой избе близ церкви. В избе — одна классная комната, 5 окон, 5 парт. Исследователь белгородской глубинки Б.Осыков приводит следующую зарисовку быта гостищевской школы XIX века:

«Квартиры для учителя и прихожей нет. Стены и потолок классной комнаты выбелены, вентиляции нет, печь топят дровами, окна выходят на три стороны... Учащиеся исключительно дети местных крестьян. Учитель из пятого класса духовной семинарии (учительствует 3 года, все в этой школе), жалованья 280 рублей, законоучителю 50 рублей, ежегодные занятия ведутся с 15 октября до 1 мая; ежедневные — с 9 часов до двух, уроки часовые».
В 1965 году на селе была построена средняя школа. В 1985 году к зданию школы была выполнена пристройка. В 2006 году открыто новое здание школы, рассчитанное на 360 обучающихся.
- Как и многие библиотеки, библиотека села Гостищево начиналась в 20-е годы с избы – читальни. В 1950 году село Гостищево стало районным центром и библиотека получила статус районной. Библиотека обслуживала как взрослое население, так и детей. В связи с тем, что население росло, возникла необходимость разделить библиотеку на детскую и взрослую, что и было сделано в 1953 году. В 1963 году район был расформирован, и библиотека вновь стала сельской. В 1977 году в Яковлевском районе произошла централизация библиотечной системы, в результате чего в с. Гостищево было выделено 2 сельских библиотечных филиала Яковлевской ЦБС- №1 и №2 .
- В 1955—1960 годы в окрестностях Гостищева геологи досконально разведали Гостищевское месторождение богатых железных руд (в 22 км от Белгорода). Протяженность месторождения — 3 км при ширине 1—4,5 км. Оно пересекается железной дорогой с ближайшими станциями Гостищево и Сажное, а также рекой Северский Донец. Богатые железные руды (почти 11 млрд. т. при содержании железа почти 62%) залегают на глубине в среднем 480 м.[3]
- Достопримечательность села Гостищево - акведук , , , . Данное сооружение является отводным каналом и построено предположительно во время прокладки железной дороги, так как она пересекает овраг. Координаты: 50.761821, 36.645254.